# Йосімар Йотун
Йосімар Йотун (ісп. Yoshimar Yotún, нар. 7 квітня 1990, Кальяо) — перуанський футболіст, лівий захисник та півзахисник клубу «Орландо Сіті» та національної збірної Перу.

## Клубна кар'єра
Народився 7 квітня 1990 року в місті Каяо. Вихованець юнацької команди клубу «Спортінг Крістал». Не маючи змоги пробитись до першої команди, у 2008 році для отримання ігрової практики він був відданий в оренду в «Хосе Гальвес». По закінченні сезону повернувся в «Спортінг». 9 травня 2009 року в матчі проти «Мельгари» Йосімар дебютував за команду в перуанській Прімері. 3 березня 2010 року в поєдинку проти «Універсітаріо де Депортес» він забив свій перший гол за «Спортінг». У 2012 і 2014 роках Йотун став чемпіоном Перу в складі «Крістала».
Протягом 2013 року на правах оренди виступав за бразильський «Васко да Гама». 25 травня в матчі проти «Португези Деспортос» Йосімар дебютував у бразильській Серії А. Після закінчення сезону Йотун повернувся в Перу.
На початку 2015 року Йосімар перейшов у шведський «Мальме», підписавши контракт на три роки. 6 квітня в матчі проти «Сундсвалля» він дебютував у Аллсвенскан лізі. 12 квітня в поєдинку проти «Гетеборга» Йотун забив свій перший гол за «Мальме». За два з половиною сезону встиг відіграти за команду з Мальме 58 матчів в національному чемпіонаті. У 2016 році він став чемпіоном Швеції.
Влітку 2017 року Йотун перейшов у американський «Орландо Сіті». 13 серпня в матчі проти «Нью-Йорк Ред Буллз» він дебютував у MLS. 28 вересня у поєдинку проти «Нью-Інгленд Революшн» Йосімар забив свій перший гол за «Орландо Сіті». Станом на 14 червня 2018 року відіграв за команду з Орландо 20 матчів в національному чемпіонаті.

## Виступи за збірну
1 червня 2011 року дебютував в офіційних іграх у складі національної збірної Перу в матчі Kirin Cup проти збірної Японії (0:0).
У тому ж році Йотун взяв участь у розіграші Кубка Америки 2011 року в Аргентині. На турнірі він зіграв у п'яти матчах і завоював з командою бронзову медаль.
15 жовтня 2013 року в відбірковому матчі чемпіонату світу 2014 проти збірної Болівії Йосімар забив свій перший гол за національну команду.
У 2015 році Йотун у складі збірної вдруге став бронзовим призером у Кубку Америки у Чилі. На турнірі він зіграв у шести матчах, а наступного року поїхав і на черговий розіграш Кубка Америки 2016 року у США, де провів три матчі.
Йосімар грав на лівому фланзі, причому міг зіграти і захисника, і півзахисника, і нападника. Однак Рікардо Гарека почав використовувати його в центрі півзахисту, як правило, в зв'язці з Ренато Тапією. І Йотун став одним з ключових гравців у кваліфікації на чемпіонат світу 2018 року у Росії, де він провів 16 матчів і допоміг команді вперше за 36 років вийти на чемпіонат світу. На самому турнірі був основним гравцем, проте його збірна не вийшла з групи.
Наразі провів у формі головної команди країни 73 матчі, забивши 2 голи.

## Статистика виступів

### Статистика виступів за збірну
| Дата      | Місто        | Господарі | Результат | Гості | Турнір             | Голи | Примітки |
| --------- | ------------ | --------- | --------- | ----- | ------------------ | ---- | -------- |
| 21-6-2018 | Єкатеринбург | Франція   | 1 – 0     | Перу  | ЧС 2018 - 1-й етап | -    | 46'      |
| Усього    |              | Матчів    | 1         |       | Голів              | 0    |          |

### Голи за збірну Перу
| #   | Дата           | Місце                            | Противник | Рахунок | Результат | Змагання             |
| --- | -------------- | -------------------------------- | --------- | ------- | --------- | -------------------- |
| 01. | 15 жовтня 2013 | Національний стадіон, Ліма, Перу | Болівія   | 1:0     | 1:1       | Кваліфікація ЧС-2014 |

## Досягнення
- Чемпіон Перу: 2012, 2014
- Чемпіон Швеції: 2016
- Срібний призер Кубка Америки: 2019
- Бронзовий призер Кубка Америки: 2011, 2015